# (38537) 1999 UJ43
1999 UJ43 (asteroide 38537) é um asteroide da cintura principal. Possui uma excentricidade de 0.01614570 e uma inclinação de 7.76536º.
Este asteroide foi descoberto no dia 28 de outubro de 1999 por CSS em Catalina.